# Michail Michajlovič Šemjakin
Michail Michajlovič Šemjakin (rusky Михаил Михайлович Шемякин; 4. května 1943, Moskva) je ruský malíř, sochař, grafik, pedagog a restaurátor.
Narodil se do rodiny alkoholika, generála Rudé armády v Moskvě, ale dětství strávil ve Východním Německu, kde jeho otec působil jako vojenský velitel. Zpět do Ruska se vrátil s rodiči v roce 1957. Studoval poté na Repinově akademii v Petrohradě (tehdy Leningrad). V letech 1959-1971 se věnoval grafice, fotografování, hudbě, malbě i přírodním vědám. Jako nepřítel SSSR musel v roce 1971 bez možnosti rozloučení s rodinou opustit zemi, poté, co mu to KGB ultimativně nařídila pod hrozbou umístění v psychiatrické léčebně.
Prvních deset let strávil v Paříži, kde se kromě vlastní práce zabýval vydáváním exilové literatury, pomáhal exulantům a organizoval výstavy nonkonformních umělců. Byl velkým přítelem Vladimira Vysockého, kterému na vlastní náklady natočil a vydal v zahraničí první dvě LP desky, které se pak pašovaly do Sovětského svazu.
Od roku 1981 žije v USA. V Claverack ve státě New York založil Institut filozofie a psychologie umění. Během války v Afghánistánu podporoval finančně vysílání rozhlasové stanice Svobodný Afghánistán a po skončení války na vlastní náklady vykoupil několik ruských zajatců.